# Personajele din Aventuri submarine

Aventuri submarine - cadru din film

Florin și Anca, surioara sa, sunt cele două personaje principale ale serialului de animație "Aventuri submarine". Ambii au fost creați de Victor Antonescu, cel care a realizat și "Uimitoarele aventuri ale mușchetarilor" și "Robinson Crusoe".
Florin este căpitanul unui submarin și, împreună cu sora sa, realizează o serie de călătorii subacvatice, pline de peripeții cu monștri și animale fioroase.

## Filmografie
- Aventuri submarine (serial)

|                    | Anca, Florin şi submarinul     | Anca |
| Comandantul Florin | Florin, Anca și submarinul lor | Anca |